# Panchlora hebardi
Panchlora hebardi är en kackerlacksart som beskrevs av Karlis Princis 1951. Panchlora hebardi ingår i släktet Panchlora och familjen jättekackerlackor. Inga underarter finns listade i Catalogue of Life.